# Morbærfigen
Morbærfigen (Ficus sycomorus), også skrevet Morbær-Figen, er et stort, delvist løvfældende træ med en tæt, rund krone, en kort stamme og udspærrede hovedgrene. Træet blomstrer året rundt. Hele planten indeholder latex, en mælkehvid gummisaft.

## Beskrivelse
Barken er først dunet og grågrøn, senere gråbrun, men fortsat behåret. Så skaller barken af i tynde flager over en spættet grøn og brun underbark, og til sidst får gamle grene og stammen en lysegrå, knudret og furet bark. Knopperne sidder spredt, og de er ægformede med tydelig spids, tæt dunhårede og lyst grågrønne. 
Bladene er hjerteformede med afrundet spids og hel eller svagt rundtakket rand. Oversiden er mørkegrøn, mens undersiden er noget lysere med fremstående, gul-orange ribber. Begge sider er ru på grund af stive hår. Træet blomstrer året rundt, men med et højdepunkt i perioden juli-december. Blomsterne er små, men sidder samlet i krukkeformede stande, som efterhånden omdannes til den spiselige frugt, en lille "figen", som er lyserød til orangefarvet.
Rodnettet er stort og når vidt omkring og dybt ned. 
Højde x bredde: 20 x 6 m.

## Hjemsted
Morbærfigen er oprindeligt hjemmehørende i Afrika syd for Sahel og nord for Stenbukkens vendekreds, heri indbefattet centrale og vestlige regnskovsområder. Desuden findes træet naturligt i Yemen og i små områder af Madagaskar. Det er naturaliseret i Ægypten og Israel. Det foretrækker næringsrige jorde langs flodløb eller i blandet skov. 
Ved Jebel Bura' i Yemen findes det sammen med bl.a. Acacia mellifera, Berchemia discolor, Buxus hildebrandi, Cissus rotundifolia, Delonix elata, Juniperus procera, Olea chrysophylla, Phoenix reclinata, Rosa abyssinica, tamarinde og tornet jujube.
| Portal | Portal:Botanik |